# Stanislav Černý
Stanislav Černý (* 24. prosince 1923) je bývalý český režisér a scenárista. Většinu své kariéry pracoval jako pomocný režisér – specialista na vojenskou tematiku. Po natočení svého posledního filmu v roce 1973 z filmového prostředí odešel.

## Filmografie

### Herec
- Akce B (1952)

### Režie a scénář
- Černý vlk (1971)
- Počkám, až zabiješ (1973)

### Asistent režie
- Tanková brigáda (1955)
- Nevěra (1956)
- V pátek ráno (1957)

### II. režie
- Podezření (TV film, 1970)

### Pomocná režie
- Hrátky s čertem (1956)
- Přítel lhář (1957)
- Tenkrát o vánocích (1958)
- Život pro Jana Kašpara (1959)
- Král Šumavy (1959)
- Sedmý kontinent (1961)
- Práče (1960)
- Spadla s měsíce (1961)
- Králíci ve vysoké trávě (1961)
- Tři chlapi v chalupě (1963)
- Smrt si říká Engelchen (1963)
- Pět hříšníků (1964)
- Fotbal (1965)
- Klapzubova jedenáctka (TV seriál, 1967)